# Julie Alix de la Fay
Léonne-Julie Alix de la Fay, (f. Bournonville), känd som Madame Alix, född 14 december 1746 eller 1748, död 14 mars 1826 i Stockholm, var en belgisk/fransk balettdansös och danspedagog verksam i Sverige. Hon var syster till Antoine Bournonville.

## Biografi och karriär
Född i Bryssel i Belgien som barn till de franska skådespelarna Louis-Amable Bournonville och Jeanne Evrard, som turnerade i Charles-Simon Favarts trupp i Österrikiska Nederländerna, följde hon föräldrarna till Lyon i Noverres trupp 1759–1760 och debuterade som Julianne Bournonville i La Ciaconne av Jean Dupré i Vienne 1765, och dansade sedan på Mariinskijteatern i Sankt Petersburg under Gasparo Angiolini. 
Efter att ha dansat i Cassel 1772–1781 blev hon 1782 premiärdansös i den gustavianska baletten i Stockholm och kvarstod i sitt yrke då hon 8 februari 1783 gifte sig med drottningens franska tandläkare-kirurg, Calude Alix de la Faye, vilket var anmärkningsvärt; i normala fall brukade kvinnliga skådespelare och dansare fortsätta i sitt yrke efter giftermålet enbart om maken hade samma yrke som de själva.
Hon gjorde sitt sista framträdande i Operan Cora och Alonzo 1798 och fick sedan livstidspension på villkor att hon fortsatte att undervisa teaterns elever som danspedagog, vilket hon redan länge gjort; hon inövade bland annat pantomimbaletter med eleverna.